# Stolperstein von Zell im Wiesental
Der Stolperstein von Zell im Wiesental ist der Lehrerin Lily Meyer gewidmet. Der  Stolperstein wurde im Rahmen des gleichnamigen Kunst-Projekts von Gunter Demnig am 18. Mai 2024 in Zell im Wiesental verlegt. Mit ihm soll einem Opfer des Nationalsozialismus gedacht werden, das in Zell im Wiesental lebte.

## Stolperstein
| Bild | Inschrift | Verlegeort       | Leben                                                   |
| ---- | --- | ---------------- | ------------------------------------------------------- |
|      | HIER WOHNTE LILI MEYER JG. 1881 DEPORTIERT 1940 GURS VERSTECKT 1942 LE-CHAMBON-SUR-LIGNON FLUCHT 1944 MIT HILFE SCHWEIZ | Gartenstraße 2 · | Lily Meyer Camp de Gurs → Le Chambon-sur-Lignon → Basel |